# Apache Druid
Apache Druid è un software libero grafico multipiattaforma scritto in Java per la creazione di database RDBMS.
Druid è una GUI (Graphical user Interface) cioè una interfaccia grafica per creare e gestire database.

## Funzionalità
Gli utilizzatori possono ad esesempio creare/modificare/cancellare oggetti del DB (tabelle, campi, ...). Esso consente di visualizzare graficamente la struttura E/R (modello entità/relazioni) di un database.
Druid può generare:
1. script SQL,
2. documentazione in XHTML per tutte le tabelle con ricerca facilitata,
3. documentazione in PDF, per tutte le tabelle, DocBook, ecc.;
4. codice in C, C++ e JavaBean anche per JDO; supporta inoltre Castor & OJB;
5. classi Java: (una classe per ciascuna tabella) più codice Java aggiunto dagli utenti
6. Un dizionario dati contenente tutte le tabelle e campi presenti nel database
7. script SQL contenenti tutte le definizioni delle tabelle incorporabili nel DBMS